# Tamara Magaram
Tamara Magaram est une romancière française née à Paris en janvier 1988.

## Biographie
Après des études de commerces à l'Institut supérieur de gestion où elle obtient un master II - Marketing et publicité, elle travaille dans le domaine des médias. Parallèlement elle écrit, d'abord des nouvelles puis un premier roman Un printemps à Paris paru en 2018 aux éditions Ramsay sous son nom de naissance Tamara Korniloff. 
En 2020, elle publie un deuxième roman Les Âmes guéries. sous le pseudonyme de Tamara Magaram. Elle y explore la psychologie et la capacité de résilience, en se penchant sur les liens d'attachement depuis l'enfance et le rapport à la mère jusqu'au couple et à la condition de la femme d'aujourd’hui. Selon Claire Julliard, dans L'Obs : « Le récit se révèle un hymne aux pouvoirs libérateurs de la psychothérapie et une réflexion sur le pardon ».

### Romans
- Un printemps à Paris, 300 pages, 2018  (ISBN 2812200928)
- Les Âmes guéries, 272 pages, 2020  (ISBN 281220141X)
- L’Exode de Valia 2021

### Nouvelles
- La Native, 98 pages, 2017  (ISBN 978-1522013501)
- La Ruche, 238 pages, 2017  (ISBN 978-1522004103)
- Nouvelles modernes, 80 pages, 2017  (ISBN 978-1549613302)
- Le Portrait. L'Éveil d'une vierge, 2020  (ISBN 979-8637063642)